# 卢奇安·瑟默尔泰安
盧西恩·桑馬特安（羅馬尼亞語：Lucian Sânmărtean；1980年3月13日—）是一位羅馬尼亞足球運動員。在場上的位置是自由人。他於2015年至2016年效力於沙特阿拉伯足球聯賽球隊伊蒂哈德足球俱樂部。他也代表羅馬尼亞國家足球隊參賽。